# 와카야마촌
와카야마촌(若山村)은 이시카와현 스즈군에 설치되었던 촌이다.